# Manduca boliviana
Manduca boliviana är en fjärilsart som beskrevs av Clark 1923. Manduca boliviana ingår i släktet Manduca och familjen svärmare. Inga underarter finns listade i Catalogue of Life.